# Monika Knoche
Monika Knoche geb. Runne (* 24. September 1954 in Kirrlach) ist eine deutsche Politikerin (BSW, davor Die Linke, davor Bündnis 90/Die Grünen). Dem Deutschen Bundestag gehörte sie von 1994 bis 2002 für die Grünen und von 2005  bis 2009 für Die Linke an. Von 2007 bis 2009 war sie eine der stellvertretenden Vorsitzenden der Linksfraktion. 2025 kandidiert sie für das BSW. 

## Leben

### Jugend und Beruf
Nach der Mittleren Reife trat Monika Knoche in den mittleren Fernmeldedienst der Deutschen Bundespost ein und war hier lange Jahre als Verwaltungsangestellte tätig. Von 2002 bis 2011 war sie Gewerkschaftssekretärin beim Bundesvorstand von ver.di.

### Politische Aktivität
1979 gehörte Monika Knoche zu den Mitbegründern der Partei Die Grünen und war ab 1991 Mitglied in deren Länderrat. Von 1985 bis 1994 war sie Stadträtin und von 1990 bis 1994 Fraktionsvorsitzende der Grünen in Karlsruhe. Bei der Bundestagswahl 1994 und der Bundestagswahl 1998 zog sie über die grüne Landesliste Baden-Württemberg ins Parlament ein und war dort Mitglied im Gesundheitsausschuss und drogenpolitische Fraktionssprecherin. Bei der Abstimmung über den Afghanistan-Einsatz der Bundeswehr am 16. November 2001 votierte sie mit „Ja“, da Bundeskanzler Gerhard Schröder die Zustimmung zum Militäreinsatz mit der Vertrauensfrage verbunden hatte. Um den Bestand der Rot-Grünen Koalition nicht zu gefährden, hatten sich acht Grünen-Abgeordnete (darunter Knoche), die sich zuvor noch entschieden gegen den Einsatz ausgesprochen hatten, darauf geeinigt, je zur Hälfte mit „Ja“ und mit „Nein“ zu stimmen. Im Sommer 2005 trat Knoche bei den Grünen aus und begründete dies mit „Kriegspolitik“ und „neoliberalen Tendenzen“ ihrer Partei.
Für die Partei Die Linke wurde sie 2005 als Parteilose über die Landesliste Sachsen erneut in den Bundestag gewählt und leitete den Fraktionsarbeitskreis für Internationale Politik. 2007 trat sie der Partei bei und wurde eine der Stellvertretenden Fraktionsvorsitzenden. Für die Bundestagswahl 2009 wurde sie in Sachsen auf dem wenig aussichtsreichen Listenplatz 9 nominiert und konnte so nicht mehr in den Bundestag einziehen.
Knoche wurde am 22. Dezember 2024 auf Platz 7 von 12 der Landesliste Baden-Württemberg des Bündnis Sahra Wagenknecht (BSW) für die vorgezogene Bundestagswahl am 23. Februar 2025 gewählt.

### Privates
Monika Knoche ist geschieden und hat zwei erwachsene Söhne.

## Veröffentlichungen
- Deutschland – europäische Zivilmacht oder weltweit agierende Militärmacht? In: Deutschland – europäische Zivilmacht oder weltweit agierende Militärmacht? Beiträge zum 16. Dresdner Friedenssymposium am 16. Februar 2008. (Hrsg.) Dresdener Studiengemeinschaft Sicherheitspolitik (DSS) e. V.: DSS-Arbeitspapiere, Dresden 2008, Heft 90, S. 8–12.